# 普卢
普卢（法語：Plou，法語發音：[plu]）是法国谢尔省的一个市镇，属于布尔日区。

## 地理
普卢（47°0'52"N, 2°9'17"E）面积33.21 平方千米，位于法国中央-卢瓦尔河谷大区谢尔省，该省份为法国中部省份，北起卢瓦雷省，西接卢瓦-谢尔省和安德尔省，南至克勒兹省，东南接阿列省，东临涅夫勒省。
与普卢接壤的市镇（或旧市镇、城区）包括：沙罗、锡夫赖、拉兹奈、利默、普瓦雪、普勒伊、圣托雷特、谢尔河畔新城、阿尔农河畔圣乔治。

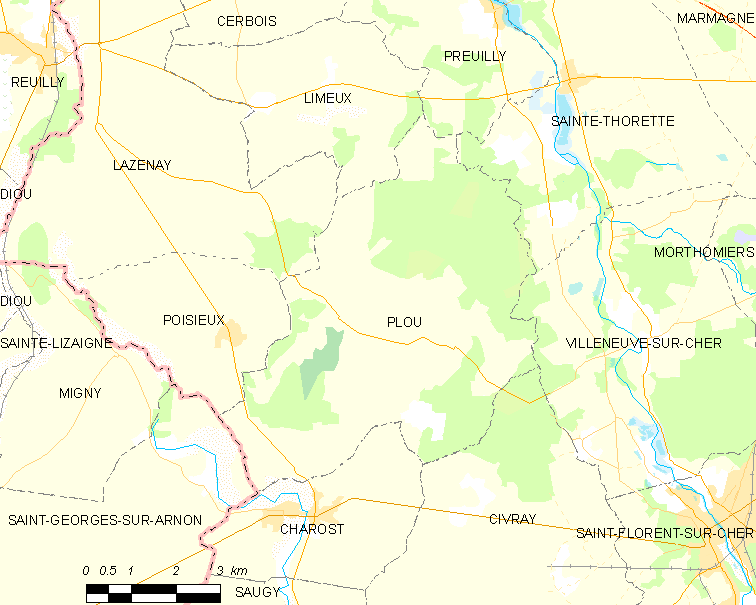
普卢的OSM定位图

普卢的时区为UTC+01:00、UTC+02:00（夏令时）。

## 行政
普卢的邮政编码为18290，INSEE市镇编码为18181。

## 政治
普卢所属的省级选区为沙罗县。

## 人口

1962-2008年间普卢人口变化图示

普卢于2022年1月1日时的人口数量为533人。